# Бејтсвил (Охајо)
Бејтсвил (енгл. Batesville) град је у америчкој савезној држави Охајо.

## Демографија
По попису из 2010. године број становника је 71, што је 29 (-29,0%) становника мање него 2000. године.
| Група             | 2000.        | 2010.      |
| Белци             | 100 (100,0%) | 68 (95,8%) |
| Афроамериканци    | 0 (0,0%)     | 1 (1,4%)   |
| Азијати           | 0 (0,0%)     | 0 (0,0%)   |
| Хиспаноамериканци | 0 (0,0%)     | 0 (0,0%)   |
| Укупно            | 100          | 71         |